# Bohuslavice (Prostějov)
Bohuslavice é uma comuna checa localizada na região de Olomouc, distrito de Prostějov.